# 海南玫瑰木
海南玫瑰木（学名：Rhodamnia dumetorum var. hainanensis）为桃金娘科玫瑰木属下的一个变种。

## 扩展阅读
- 維基物種上的相關：海南玫瑰木